# غابور فارغا
غابور فارغا (بالمجرية: Varga Gábor)‏ هو لاعب كرة قدم مجري في مركز الدفاع، ولد في 20 أغسطس 1985 في Csorna ‏ في المجر. شارك مع منتخب المجر تحت 19 سنة لكرة القدم. أما مع النوادي، فقد لعب مع غيور تورنا أوزتالي ونادي فاساس.